# Sunifredo de Urgel
Sunifredo I de Urgel Conde de Urgel y Cerdaña; Conde de Barcelona, Gerona, Osona, Besalú, Narbona, Agde, Besiers, Lodeva, Melgueil y Nimes y Conde de Conflent.

## Orígenes familiares
Existen opiniones divergentes sobre el padre de Sunifredo. Según Ramón de Abadal y Calderó, era hijo del Conde Belón de Carcasona, mientras que otros historiadores creen que es su yerno. En este caso sería, probablemente, el hijo de Borrell de Osona y se habría casado con Ermesenda, hija de Belón. Era pariente, entonces, de Suñer I de Ampurias y de Oliva I de Carcasona. 

## Condado de Cerdaña y Urgel
En el año 834, el rey franco Luis el Piadoso le concedió los condados de Cerdaña y de Urgel que pertenecían a Galí I Asnar (aliado de Musa ibn Musa de la familia de los Banu Qasi) y que ocupó, en el año 835, Cerdaña y, en año 838, Urgel. 
En el año 842 una expedición musulmana enviada por el Emir de Córdoba, Abderramán III y dirigida por Abd al-Wahib ibn Yazid y Musa ibn Musa, invadió el Condado de Barcelona. Los árabes cruzaron por las zonas del interior (Bages, Llusanés y Osona) con la intención de dirigirse hacia Narbona, pero fueron detenidos por las fuerzas de Sunifredo antes de llegar a la Cerdaña, probablemente en el Valle de Ribes. Este éxito debió influir porque, en el año 844, con la muerte de Bernardo de Septimania (o cuando ya había sido hecho prisionero) el rey franco Carlos el Calvo lo nombrara Conde y Marqués de Barcelona, Osona, Gerona, Besalú, Narbona, Agde, Besiers, Lodeva, Nimes y Melgueil (Además de Conde de Cerdeña y Urgel). Sunifredo nunca es nombrado como duque de Septimania o de Gotia y sólo como conde o marqués, pero no hay duda que ejerció una hegemonía en Septimania y Gotia equivalente, de hecho, a la de los duques. En diciembre del año 847 el Emir, Abderramán III, pidió la firma de un tratado de paz.
El condado de Conflente pasó a depender de Cerdaña y, por lo tanto de Sunifredo, seguramente después de la muerte de Berá II de Conflente.

## Muerte del conde
Probablemente, Sunifredo falleció enfrentándose con Guillermo de Septimania, hijo de Bernardo de Septimania, que aliado con Pipino II de Aquitania se rebeló contra Carlos el Calvo, en el año 848 y ocupó los condados de Ampurias y Barcelona.

## Nupcias y descendencia
Se casó con la noble Ermesenda, en el año 840, de la cual tuvo:
- Wifredo el Velloso, Conde de Barcelona.
- Miró I, Conde de Rosellón y de Conflente.
- Radulfo, Conde de Besalú.
- Sunifredo, Abad de Arlés.
- Riculfo, Obispo de Elna.
- Sesenanda.
- Ermesenda.